# Fulgenzio Micanzio
Fulgenzio Micanzio (Passirano, 8 giugno 1570 – Venezia, 7 febbraio 1654) è stato un teologo, storico ed erudito italiano.

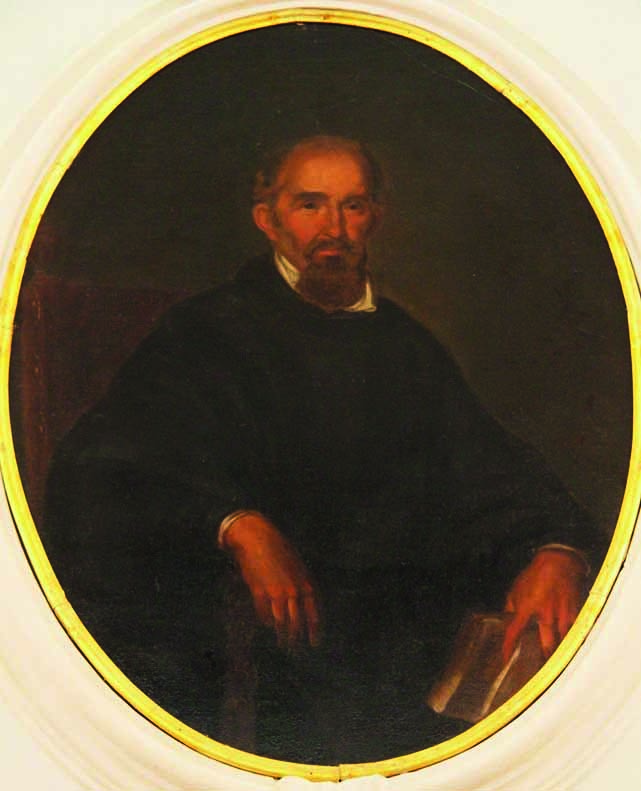
Ritratto di fra' Fulgenzio Micanzio esposto nel salone dei Consultori della Repubblica Veneta, nel Santuario Servita di Monte Berico (VI)

Appartenente all'Ordine dei Servi di Maria, collaboratore di fra' Paolo Sarpi con cui condivise il percorso teologico. Alla morte del maestro gli succedette come Consultore della Repubblica Veneta. È stato amico di Galileo Galilei.

## Biografia

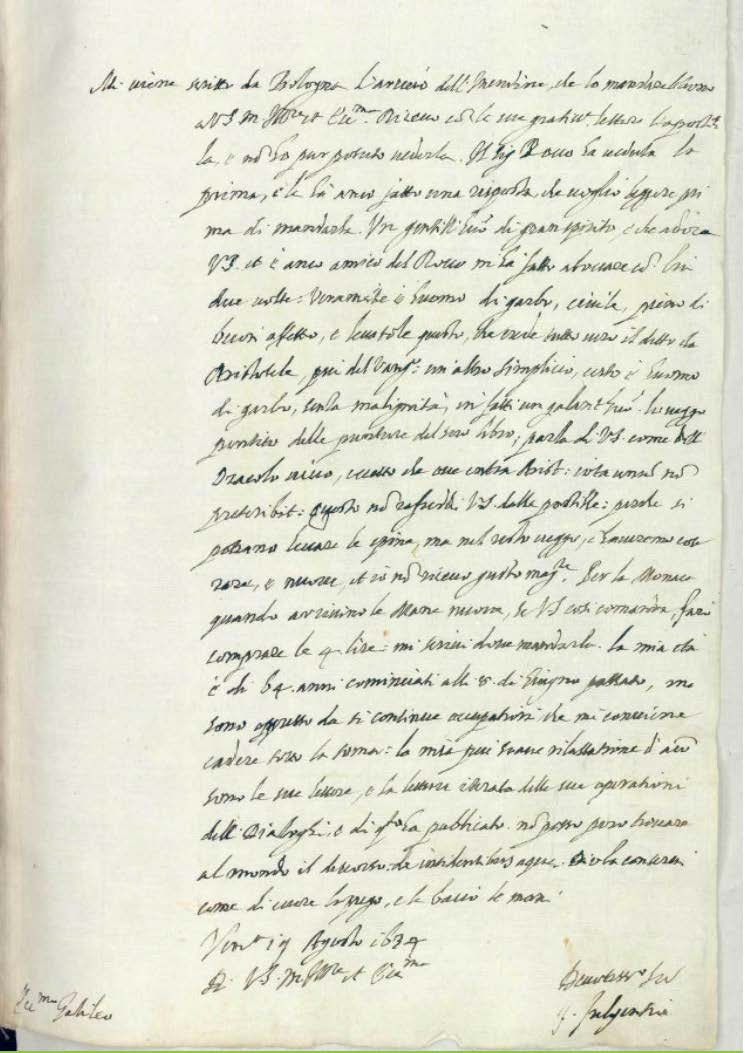
Lettera di fra' Fulgenzio Micanzio a Galileo Galilei del 19 agosto 1634 dove indica la sua data di nascita - documento conservato presso il Museo Galileo a Firenze

Micanzi o Micanzio, fra’ Fulgenzio, nacque a Passirano l'8 giugno 1570. Nel piccolo borgo bresciano trascorse l'infanzia e ricevette la prima educazione nel convento locale dei Servi di Maria. La data di nascita la rende nota lui stesso in una lettera all'amico Galileo Galilei del 19 agosto 1634: “… La mia età è di 64 anni, cominciati alli 8 di Giugno passato, ma sono oppresso da sì continue occupationi, che mi conviene cadere sotto la soma. La mia più soave rilassatione d’animo sono le sue lettere, e la lettura iterata delle sue operationi, delli Dialoghi e di quanto ha publicato…"
Dal conventino di San Rocco, dove era ‘filius’, (secondo le costituzioni vigenti nell’Ordine al quindicesimo anno di età, con il consenso dei frati locali, poteva continuare a seguire la sua vocazione in un altro convento), passò a Brescia nel 1596-97 e successivamente a Venezia nello "Studium" nel Convento di Santa Maria dei Servi sotto la guida del Padre Michelangelo da Pistoia e di fra’ Paolo Sarpi, dove seguì gli studi di logica, filosofia e teologia. 
“La sua famiglia vedesi  stabilita in Venezia verso l'anno 1600, nel qual tempo trovasi scritto il di lui nome nei registri del monasterio "Fulgenzio da Venezia"; da che si deduce seguita in quel torno di tempo la di lui addozione a questo convento.” (fra’ Giuseppe Giacinto Bergantini (1691-1774)).
Nel 1597 è baccelliere di convento a Bologna e l’anno successivo è a Verona e poi a Vicenza dove conclude il ciclo triennale di studi imposto dall’Ordine. A Mantova insegna teologia. Il 27 maggio 1600, a Roma, fa una pubblica orazione “De elctione Generalis” con cui viene premiato dalla Cassa dell’Ordine con dieci ducati d’oro. Il 6 luglio dello stesso anno consegue a pieni voti (33 teologi) nell’Università di Firenze la laurea in Teologia e qui rimane ad insegnare fino al 1606. Nel 1600 è Reggente dello Studio di Piacenza, nel 1601 in quello di Mantova e nel 1603 in quello di Bologna.
Lascia Bologna nel maggio del 1606 per recarsi a Venezia ed iniziare la sua esperienza come coadiutore di fra’ Paolo Sarpi. Con lui condivide le idee ed anch’egli, dopo la pubblicazione delle “Istorie del Concilio Tridentino”viene indicato come eretico, ma Venezia difende i suoi due consiglieri e li sostiene contro l'interdetto emesso da papa Paolo V. Il libro era stato pubblicato nel mese di settembre del 1619 a Londra, a firma Pietro Soave Polano, pseudonimo di Paolo Sarpio Veneto. Per Sarpi il Concilio era giunto a conclusioni opposte a quelle per le quali era stato convocato. Sarpi e gli altri sottoscrittori criticavano i risultati del Concilio che aveva reso definitivo lo scisma tra cattolici e protestanti alimentando l’idea di un papato governatore di Roma. Grazie a queste sue critiche, Sarpi e Micanzio con i firmatari dell’opera, furono definiti eretici alla pari di Giordano Bruno. I sottoscrittori della replica all’interdetto furono: “Pietr Antonio Arcidiacono, Vicario Generale di Venezia; F. Bernardo Giordano, Minore Osservante Theologo; F. Michel’Agnolo Minore Osservante Theologo; D. Marc’Antonio Capello, Minore Conventuale Theologo; D. Camillo Augustiniano Theologo; F. Fulgentio dell’Ordine de’ Servi e Theologo”. 
In questo periodo di accese contrapposizioni tra Roma ed il Sarpi, nel 1606 pubblicò a Venezia “Confirmatione delle considerationi del p.m. Paulo di Venetia contra le oppositioni del r.p.m. Gio. Antonio Bovio carmelitano”, dove espone le sue convinzioni a difesa del Sarpi contro quelle del padre carmelitano che difendeva Paolo V nell'interdetto contro Venezia.
Le posizioni del Sarpi e Micanzio erano seguite con attenzione dalle corti europee e sull’onda di questo interesse Micanzio nel 1609 aveva tenuto un sermone nella chiesa di San Lorenzo sulla fede in Cristo e sulle Scrittura che mise in allarme il nunzio pontificio Berlingero Gessi già dubbioso del servita e delle sue idee.
Nel 1607 per l’impegno svolto per la Repubblica, con due decreti del Senato, 22 marzo e 23 aprile, ricevette uno stipendio di 200 scudi che nel 1608, 15 gennaio, si raddoppiarono. Dopo l’attentato a Paolo Sarpi, il governo della Repubblica gli diede una casa a Venezia affinché potesse sempre essere a disposizione del maestro. Fra’ Fulgenzio era per Paolo Sarpi, oltre che allievo anche confratello ed amico, condividevano le stesse idee e si battevano entrambi affinché fossero comprese, ma a Roma non erano accettate, anzi temevano che portassero ad un rafforzamento del protestantesimo. Micanzio aveva importanti rapporti con gli intellettuali inglesi, con il filosofo Francis Bacon e specialmente con lord William Cavendish junior, segretario di Thomas Hobbes, filosofo e matematico. William Cavendish aveva conosciuto fra’ Fulgenzio in un viaggio in Italia nel 1615 e ne era rimasto colpito per la dialettica e la padronanza della lingua inglese. All’inglese inoltrava notizie sulla situazione politico, religiosa, militare che occupava le cronache di quel tempo in Europa.. 
Paolo Sarpi muore il 15 gennaio 1623 lasciando a Micanzio il compito di Teologo Consultore della Repubblica Veneta e revisore delle Bolle. Fra' Fulgenzio in questi anni d’impegno ci ha lasciato 12 volumi di consultazioni, ora custoditi nell’Archivio di Stato di Venezia. Del maestro scrisse il libro “Vita del padre Paolo, dell’Ordine de’ Servi; e Theologo della Serenissima Repubblica di Venezia”, pubblicato nel 1646 dal tipografo di Leida Joris Abrahamsz van der Marsce.  Anche di questo libro s’interessò la curia romana che, con la seconda edizione, lo condannò all’Indice il 10 giugno 1659.
Gli insegnamenti del maestro lo avevano portato a frequentare Galileo Galilei sin dai primi anni del secolo. È del 1611 una sua lettera a Galilei che tratta del cannocchiale e della Luna. Con Galilei condivide le teorie e si appassiona alle sue scoperte mettendo a frutto gli insegnamenti del Sarpi che lo spronavano ad investigare la verità senza mai accontentarsi di un’unica versione. Il frate bresciano è in stretti rapporti con lo scienziato fino a procurargli i materiali necessari per i suoi esperimenti, ma non solo, tramite il maestro di cappella cremonese Claudio Monteverdi, gli fa comprare un violino per il nipote Alberto Cesare che Galilei pagherà con la “pensioncella” ottenuta sempre tramite fra’ Fulgenzio. I rapporti tra i due sono documentati dalle 152 lettere che Micanzi ha inviato allo scienziato. Nella lettera del 19 agosto 1634, svela la sua data di nascita. In altre segue impaziente l’invio di stralci del libro di Galilei “Dialogo dei massimi sistemi” pubblicato dagli editori olandesi Elzevier nel 1638. 
Micanzio teneva molto a Galilei e quando questi dovette soccombere alle richieste del potere ecclesiastico costringendolo il 22 giugno 1633 all'abiura delle sue stesse teorie ed a ritirarsi ad Arcetri, in una lettera gli scrive che “un’opera così eccellente e divina dovesse mancare degl'effetti dell'ignoranza e malignità  del secolo e de' tentativi dell'arroganza di coloro che credono poter dare regola non solo alli cervelli, ma ancora agli 'ogetti intorno a' quali gl'ingegni si aggirano”, ed in specifico Roma non può “vietare agli uomini di guardare verso il cielo”.
Fra’ Fulgenzio Micanzio a Venezia era in contatto con le personalità più autorevoli dell’epoca. Aveva uno stretto rapporto con i Tintoretto, specialmente con Marco figlio di Jacopo Robusti che lo riteneva uomo saggio e sincero. Micanzio gli aveva lasciato la gestione dei beni di Paolina Baseggio vedova del nipote Gerolamo Marcello, figlio di una sorella che lo aveva seguito a Venezia. Un altro artista dell’epoca, Bernardo Strozzi, pittore cappuccino ed in seguito canonico agostiniano in contrasto con il suo ordine, fuggito dalle carceri genovesi, il 20 luglio 1633 aveva inoltrato richiesta di asilo a Venezia. Fu fra’ Fulgenzio, come consultore della Repubblica, a dare parere positivo alla sua richiesta.
A Venezia, fra’ Fulgenzio è tenuto in considerazione alla pari dei grandi teologi, stimato dai letterati, dagli scienziati e dal mondo culturale europeo. Morì a Venezia il 7 febbraio 1654 e fu sepolto nella chiesa del convento di Santa Maria dei Servi.
Il personaggio fra' Fulgenzio Micanzio lo troviamo nell'opera teatrale di Bertolt Brecht "Vita di Galileo" nella parte del fraticello dubbioso delle teorie dello scienziato, ma al tempo stesso, pur contro la volontà della chiesa, pronto ad intraprendere il percorso di una nuova conoscenza.
Emanuele Antonio Cicogna, in "Delle iscrizioni veneziane " cita un versetto dedicato a fra' Fulgenzio Micanzio scritto da don Antonio Episcopi, nipote del Tintoretto, nel libro "Racemus Chrystallinus": "Racemo fit gloria tot nodi; ut regius est. Gloria tot nodi solidis fit blanda Racemo Gratius ut est tecum, regius inde manet" (Al grappolo la gioia è data dai tanti racemi, come è giusto - E’ gradita al grappolo la ricchezza di tanti succosi frutti - Rimane quindi contento  (di stare con i suoi frutti) come è piacevole (per noi) stare con te).

Degno di nota è l'epitaffio ora nel chiostro del seminario di Venezia dopo la distruzione dell’antica chiesa dei Servi di Maria, dettato nel 1667 dal nipote fra’ Domenico Micanzi anch’egli dei Servi di Maria.
```
SISTE PEDEM HOSPES 
NON AD TUMULUM SED AD GLORIAE THALAMUM ACQUIESCE
TERRENI QUOD SUPEREST RR. PATRIS MAGISTRI FULGENTII MICANTII
EXIGUO HOC CLAUDITUR LAPIDE
COELESTI QUOD ANIME 
SUPERNO CONDITUR COELO
HIC TAMEN
MAGNUM SERENISSIMAE REIPUBLICAE THEOLOGUM
QUADRAGINTA ET OCTO ANNIS
INTUERE
CUJUS VIRTUS
SERVITANAE RELIGIONIS NESCIO AN MELIUS
MICANS SIDUS AUT SOL FULGENS DIXERIS
OCTUAGENARIUS ET TETIUS OBIIT SCILICET UT
OCTAVUM VIRTUTIS GRADUM ET IN TERTIO
OMNIS PERFECTIONIS NUMERUM EXPLEVISSE SCIAS
PATRUO SIDERI VERE MICANTI
P. DOM MICANTIUS NEPOS PP. 1667

```

## Bibliografia

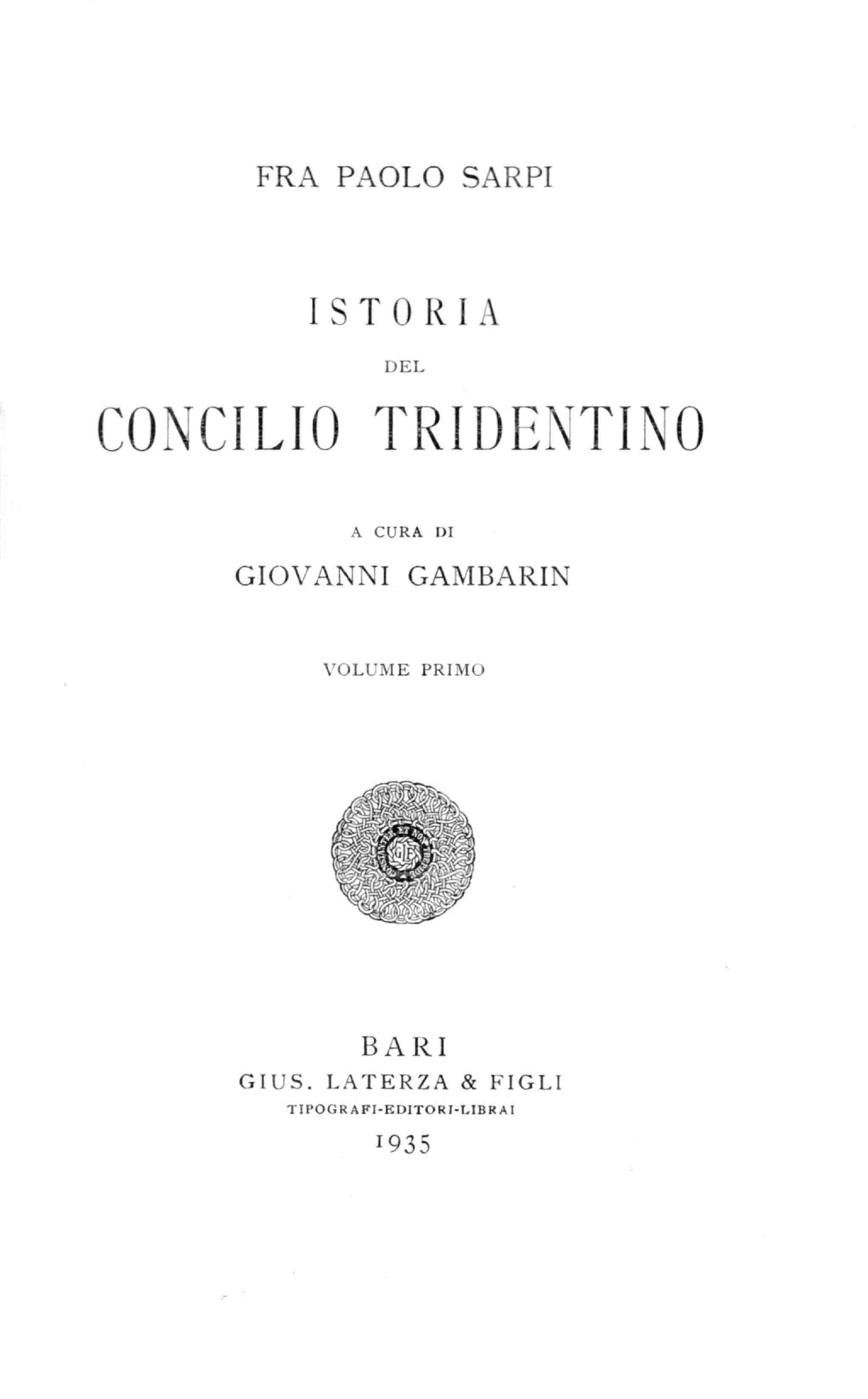
Paolo Sarpi, Istoria del Concilio tridentino, 1935